# 1996 TH7
1996 TH7 är en asteroid i huvudbältet som upptäcktes den 5 oktober 1996 av de båda japanska astronomerna Takeshi Urata och Yoshisada Shimizu vid Nachi-Katsuura-observatoriet.